# Buckenhof
Buckenhof – miejscowość i gmina w Niemczech, w kraju związkowym Bawaria, w rejencji Środkowa Frankonia, w regionie Industrieregion Mittelfranken, w powiecie Erlangen-Höchstadt, wchodzi w skład wspólnoty administracyjnej Uttenreuth. Leży na wschód od Erlangen, nad rzeką Schwabach.

## Polityka
Rada gminy składa się z 16 członków:
|      | CSU | SPD | Niezależni Obywatele | Wolni Wybrcy | Razem     |
| 2002 | 6   | 2   | 3                    | 5            | 16 miejsc |

## Zabytki i atrakcje
- zamek Puckenhof
- ratusz
- kaplica cmentarna

## Osoby urodzone w Buckenhofie
- Karl Steinbauer, teolog